# Zelotes doddieburni
Zelotes doddieburni FitzPatrick, 2007 è un ragno appartenente alla famiglia Gnaphosidae.

## Etimologia
Il nome della specie deriva dalla località di rinvenimento degli esemplari in data 20 aprile 1986: Doddieburn Ranch, nello Zimbabwe.

## Caratteristiche
Questa specie non è stata attribuita a nessun gruppo: si distingue dalle altre per avere l'apofisi tibiale increspata e la base dell'embolus retrolateralmente contorta, peculiarità che finora non sono state riscontrate altrove.
L'olotipo maschile rinvenuto ha lunghezza totale è di 6,08mm; la lunghezza del cefalotorace è di 2,75mm; e la larghezza è di 2,08mm.

## Distribuzione
La specie è stata reperita nello Zimbabwe meridionale: l'olotipo maschile è stato rinvenuto nei pressi del Doddieburn Ranch, appartenente alla Provincia del Matabeleland Meridionale.

## Tassonomia
Al 2016 non sono note sottospecie e dal 2007 non sono stati esaminati nuovi esemplari.